# Emma Gyldén
Emma Gyldén, ab 1870 Emma von Schantz (* 17. April 1835 in Helsinki; † 18. Juli 1874 ebenda), war eine finnische Landschaftsmalerin der Düsseldorfer Schule.

## Leben

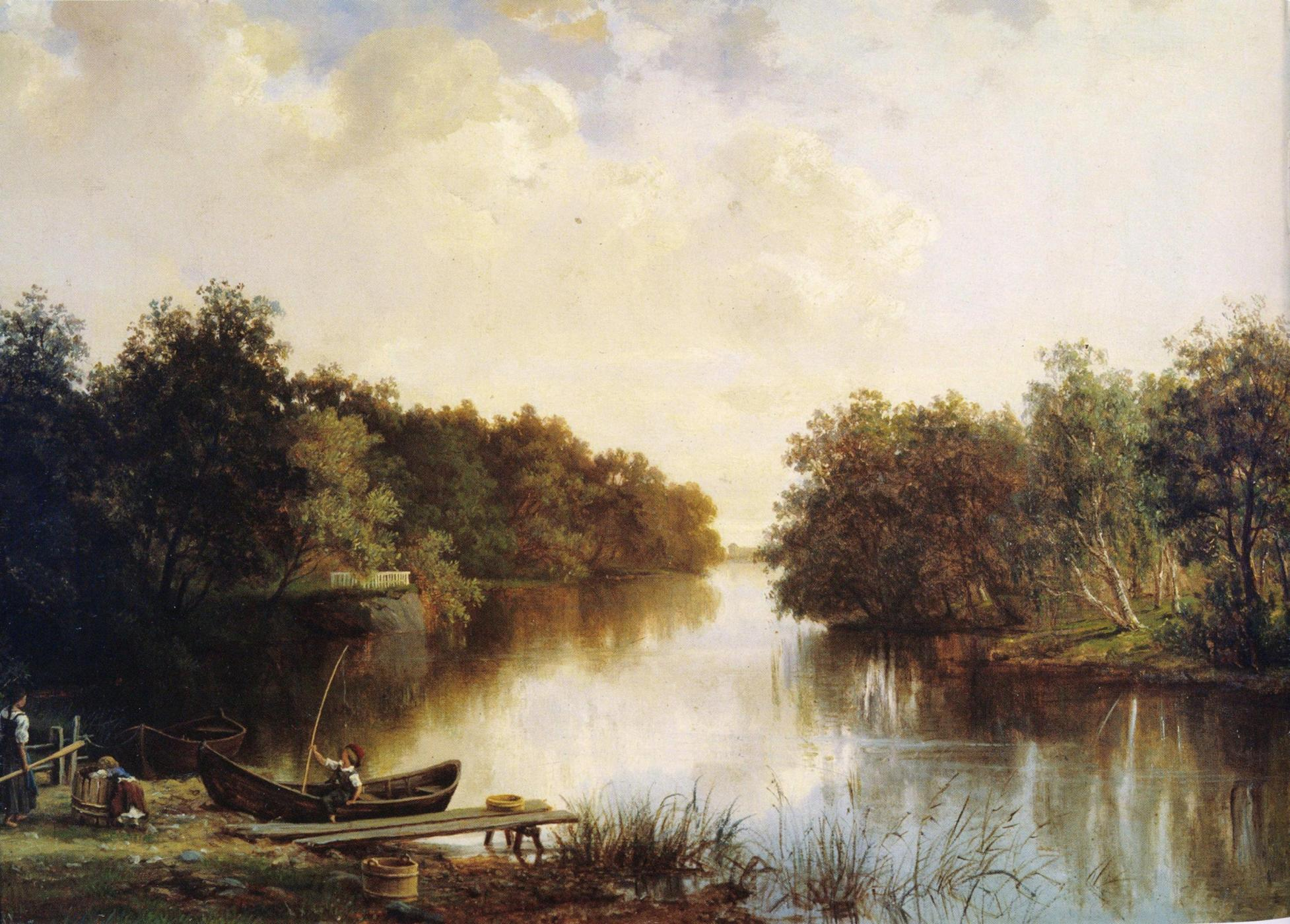
Flusslandschaft bei Pori, 1865, Cygnaeus-Galerie, Helsinki

Emma Gyldén war eines von fünf Kindern des finnischen Landesvermessungsdirektors Claes Wilhelm Gyldén (1802–1872), als Wirklicher Staatsrat in den persönlichen Adel erhoben, und dessen Ehefrau Amalia Sofia Danielsson (1812–1844). Sie besuchte die Zeichenschule des Finnischen Kunstvereins unter Berndt Godenhjelm (1799–1881). Ihr Ausstellungsdebüt hatte sie bereits 1854. 1862 errang sie den zweiten Preis im Wettbewerb des Finnischen Kunstvereins, den seit 1858 jährlich verliehenen sogenannten „Dukatenpreis“. 1863/1864 war sie Schülerin des Landschaftsmalers Johan Edvard Bergh in Stockholm. 1868/1869 hielt sie sich in Düsseldorf und Karlsruhe auf, wo sie sich von Hans Fredrik Gude unterrichten ließ. Fanny Churberg, ihre Schülerin, war bereits 1867 nach Düsseldorf gegangen. 1870 heiratete sie in Vanaja ihren Cousin, den Kaufmann Fabian Wilhelm von Schantz (1839–1910). Die Ehe blieb kinderlos. 1875 hielt sie sich zusammen mit ihrem Bruder, dem Bildhauer Axel Gyldén (1838–1915), in Paris auf, wo sie im Kreis der skandinavischen Künstler um den Maler Albert Edelfelt, den Sänger Filip Forstén (1852–1932) und deren Freunden, verkehrten. Emma von Schantz starb im Alter von 39 Jahren an einer Lungenkrankheit und wurde auf dem Friedhof Hietaniemi in Helsinki beigesetzt.

## Werkauswahl
- Maisema Hämeestä (Landschaft in Häme), Öl auf Leinwand, 28,5 × 38,5 cm, Helsinki, Nationalgalerie